# Mỹ Thuận, Mỹ Tú
Mỹ Thuận là một xã thuộc huyện Mỹ Tú, tỉnh Sóc Trăng, Việt Nam.

## Địa lý
Xã Mỹ Thuận nằm ở phía nam huyện Mỹ Tú, có vị trí địa lý:
- Phía đông giáp xã Phú Mỹ và xã Thuận Hưng
- Phía tây giáp xã Mỹ Phước và huyện Thạnh Trị
- Phía nam giáp huyện Mỹ Xuyên và huyện Thạnh Trị
- Phía bắc giáp xã Mỹ Tú và xã Thuận Hưng.

Xã Mỹ Thuận có diện tích 32,96 km², dân số năm 2022 là 13.376 người, mật độ dân số đạt 405 người/km².

## Hành chính
Xã Mỹ Thuận được chia thành 10 ấp: Phước An, Phước Bình, Rạch Rê, Tam Sóc A, Tam Sóc B1, Tam Sóc B2, Tam Sóc C1, Tam Sóc C1, Tam Sóc D1, Tam Sóc D2.

## Lịch sử
Ngày 23 tháng 12 năm 1988, Hội đồng Bộ trưởng ban hành Quyết định số 197-HĐBT về việc thành lập xã Mỹ Thuận trên cơ sở 861,90 ha diện tích tự nhiên và 1.465 nhân khẩu của xã Mỹ Phước; 401,57 ha diện tích tự nhiên và 626 nhân khẩu của xã Phú Mỹ; 2.062,66 ha diện tích tự nhiên và 4.339 nhân khẩu của xã Thuận Hưng.
Xã Mỹ Thuận có 3.326,13 ha diện tích tự nhiên và 6.430 nhân khẩu.